# Altausseer See
Altausseer See är en sjö i Österrike.   Den ligger i förbundslandet Steiermark, i den centrala delen av landet, 200 km väster om huvudstaden Wien. Altausseer See ligger 708 meter över havet. Arean är 1,9 kvadratkilometer. Den sträcker sig 1,6 kilometer i nord-sydlig riktning, och 2,4 kilometer i öst-västlig riktning.

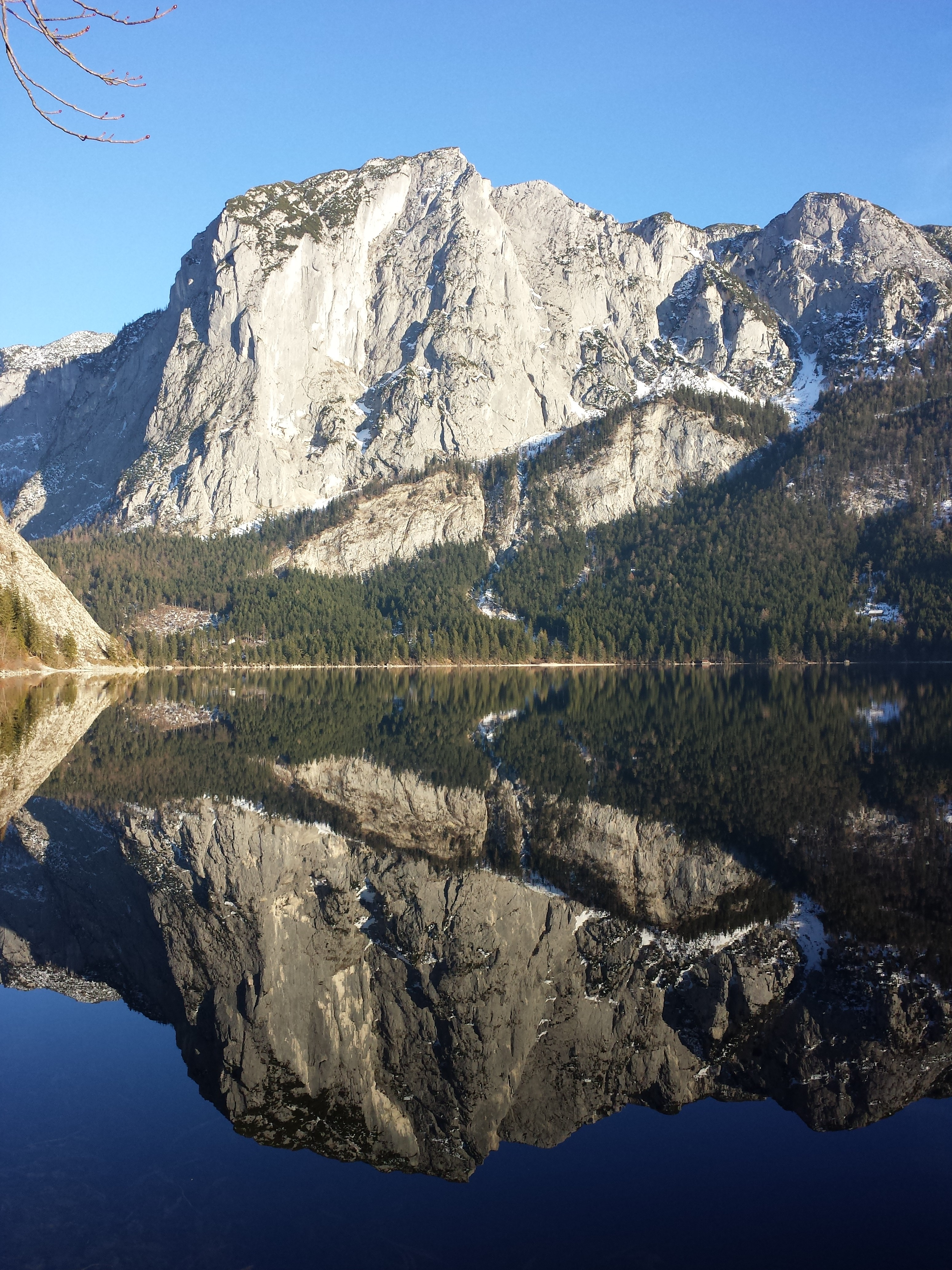
Trisselwand sett från Altausseer See

Vid Altausseer See finns följande:
- Altausseer Traun (ett vattendrag)
- Augstbach (ett vattendrag)
- Loser (en bergstopp)
- Lupitschbach (ett vattendrag)
- Ostersee (en sjö)
- Plattenkogel (en kulle)
- Trattenbach (ett vattendrag)
- Tressenstein (ett berg)
- Trisselwand  (ett berg)